# Vreeswijk (wijk)
Vreeswijk is een voormalig dorp en voormalige gemeente aan de Lek in de Nederlandse provincie Utrecht. Sinds 1971 is het een wijk van Nieuwegein. De wijk Vreeswijk had in 2018 3428 inwoners.

## Geschiedenis
De geschiedenis van Vreeswijk gaat terug tot in het begin van de negende eeuw, op de bezittingenlijst van de Sint-Maartenskerk te Utrecht wordt melding gemaakt van het dorp Vreeswijk als Fresionouuic. Dit is een samenstelling van Fresia 'Fries' en wic 'hoeve of nederzetting/dorp'. De betekenis is dus nederzetting van Friezen.
De exacte locatie van dit vroeg middeleeuwse dorp is niet bekend. In de veertiende eeuw verplaatste de kern van het dorp zich naar de directe omgeving van de rivier de Lek.

### Oude sluis

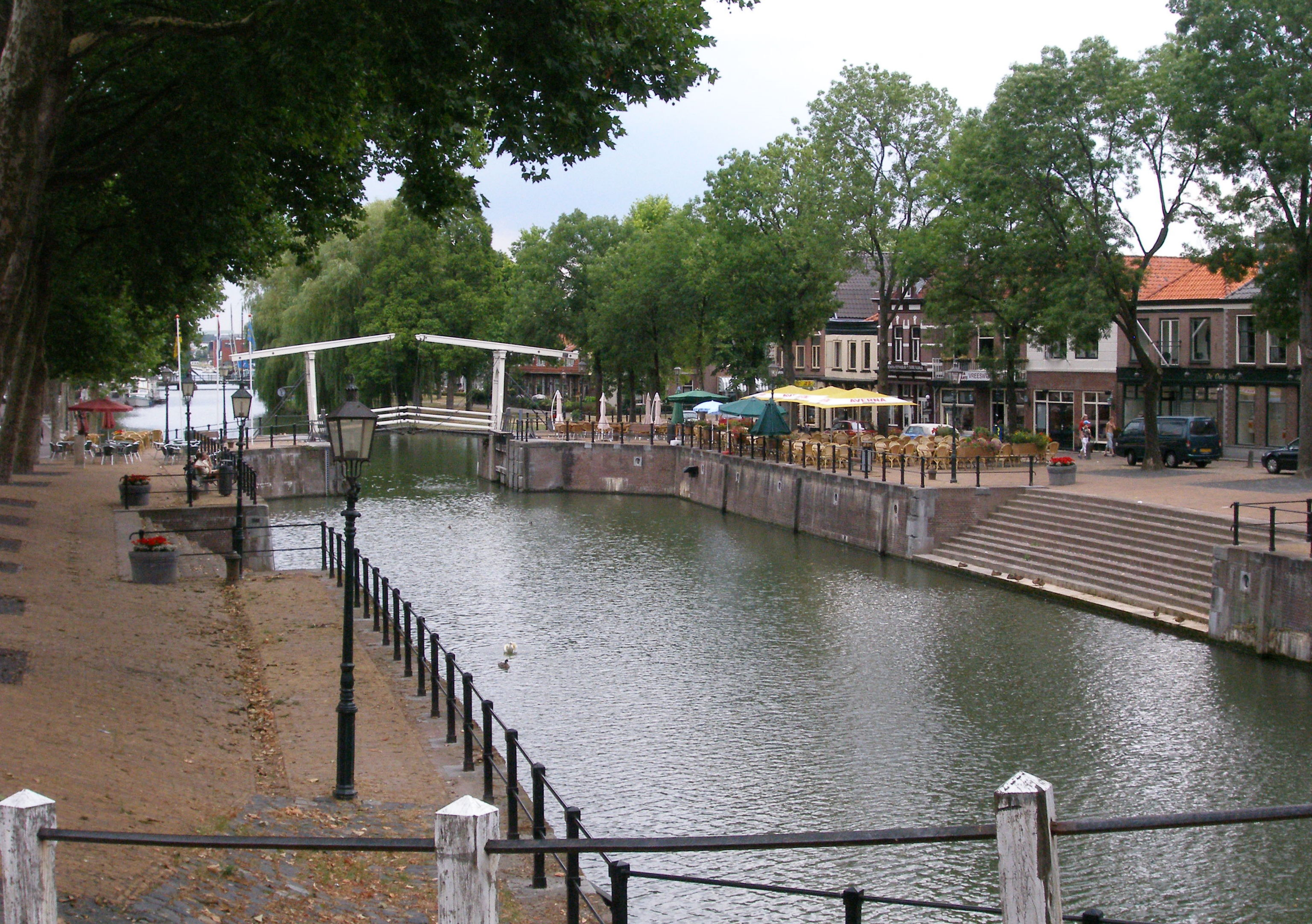
De Oude Sluis met de Kleine Brug

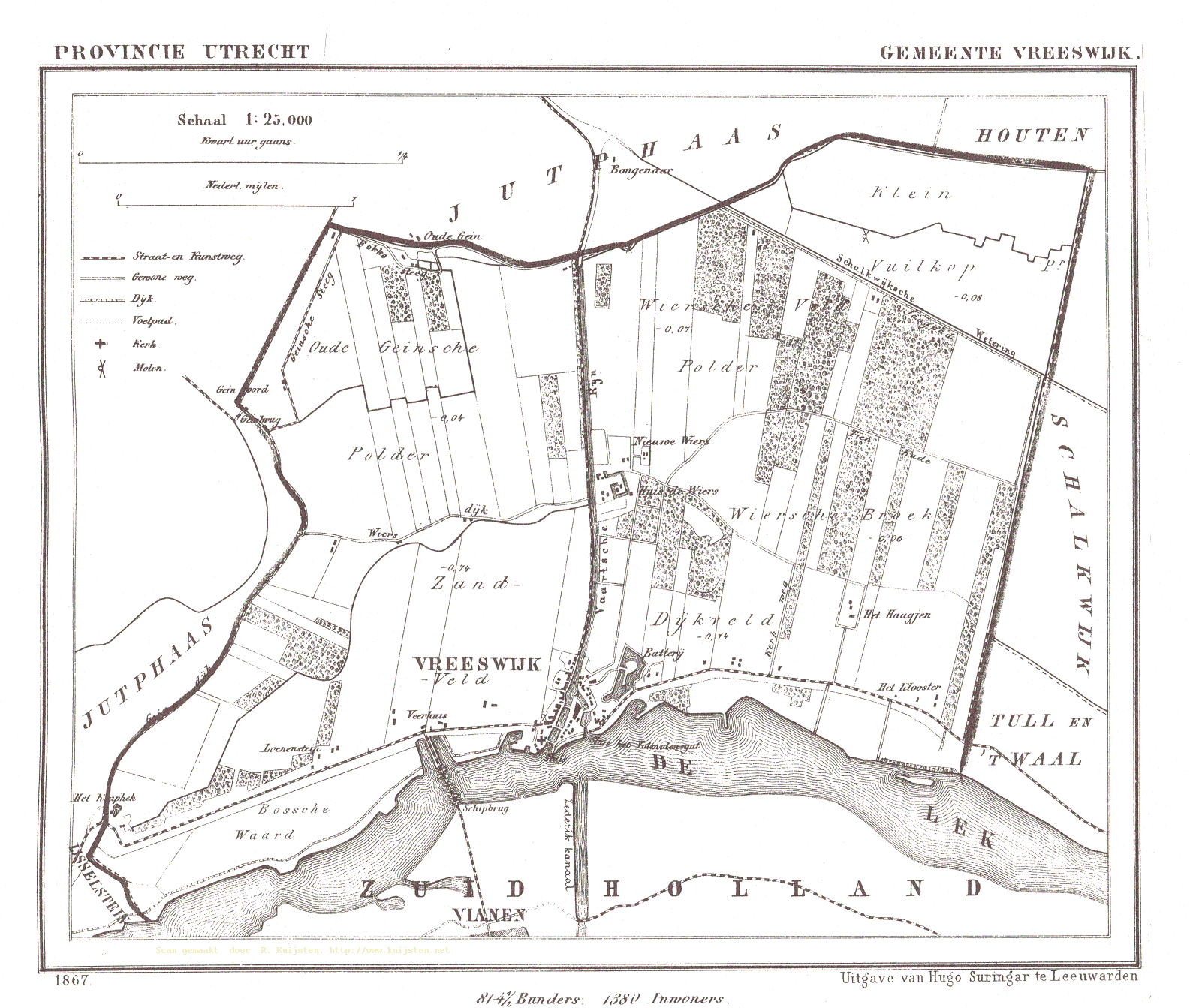
Kaart van de gemeente Vreeswijk in 1867

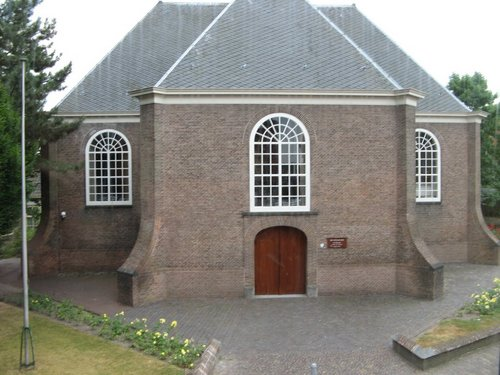
Kerk in de Molenstraat

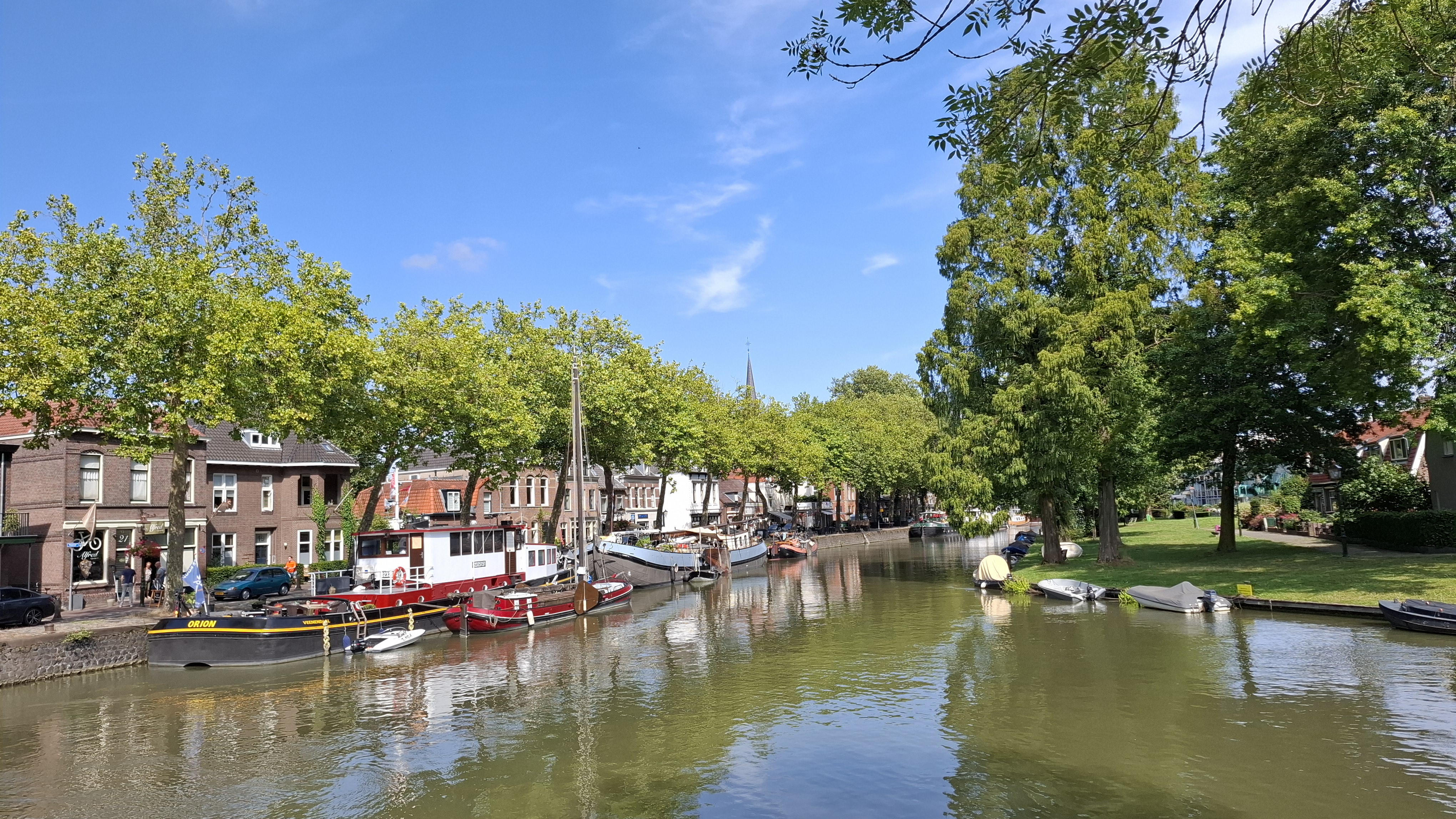
Dorpsstraat

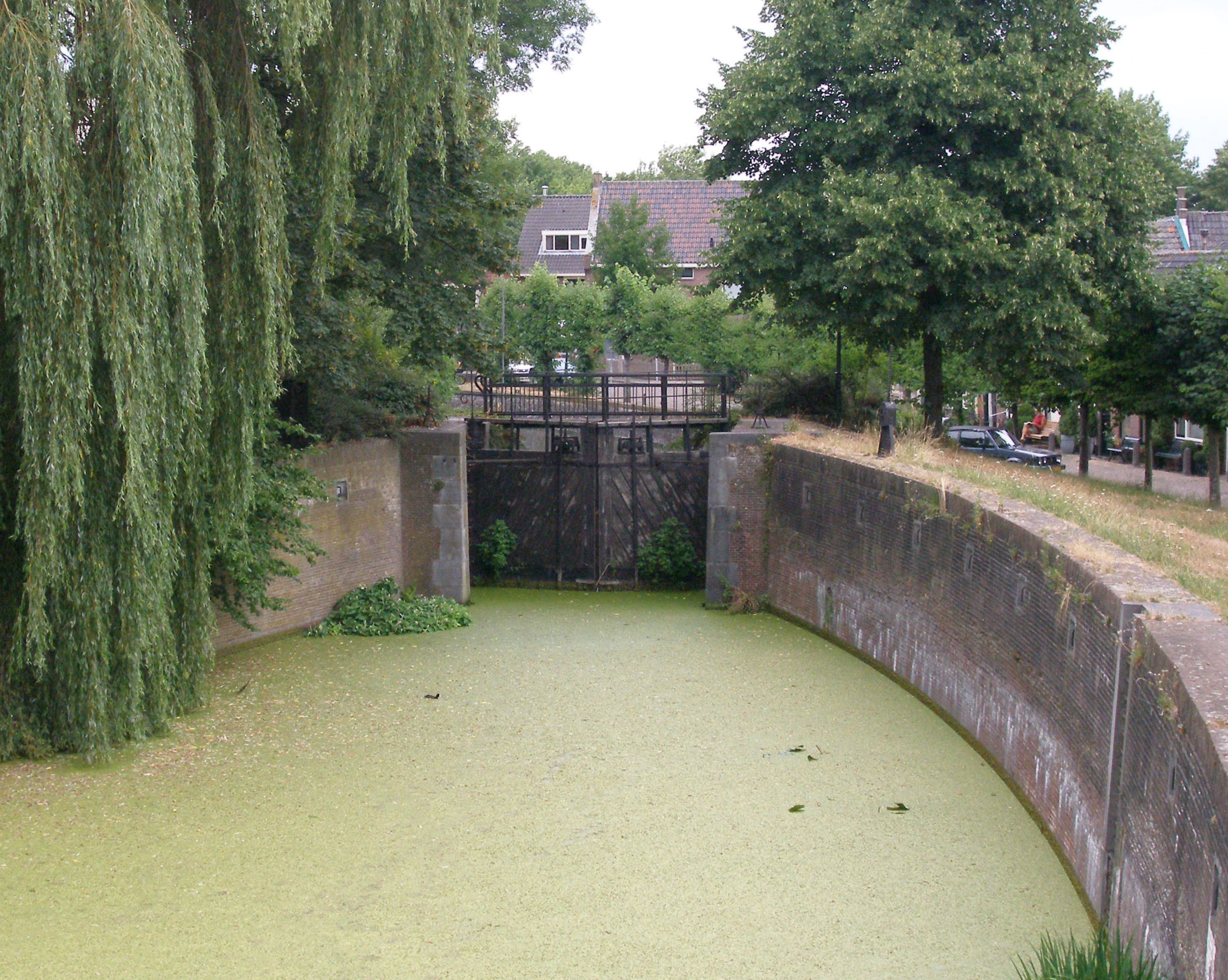
Spuisluis

Met de teloorgang van het stadje Geyne ging Vreeswijk fungeren als voorhaven van de stad Utrecht. In 1373 begon de bouw van een houten sluis in de Vaartsche Rijn, op de plaats waar zich de Oude Sluis bevindt. De sluis werd gebouwd om Utrecht, dat enige jaren daarvoor zijn verbinding met de Rijn was kwijtgeraakt, opnieuw daarmee te verbinden.
Om de sluis militaire bescherming te bieden werd een vestingwerk gebouwd, het blokhuis Gildenborgh waar tot zestig militairen gestationeerd konden worden. Hieruit ontwikkelde zich in de loop der eeuwen Vreeswijk. De sluis werd in de loop der jaren verbeterd en vernieuwd, en hield het uit tot 1815. In dat jaar stortte hij onverwacht in en stroomde het rivierwater naar binnen. Van 1822 tot 1824 werd de sluis herbouwd en ontstond de nog bestaande Oude Sluis.
In het Rampjaar 1672 is door de Fransen ten oosten van Vreeswijk een schans aangelegd. In de 18e en 19e eeuw is het verdedigingswerk vervolgens diverse malen ver- of herbouwd en maakte het als Fort Vreeswijk deel uit van onder meer de Nieuwe Hollandse Waterlinie.

### Koninginnensluis
In 1881 werd besloten tot de aanleg van het Merwedekanaal. Hiervoor werd de Koninginnensluis, met de Emmabrug en de Wilhelminabrug, gebouwd in de periode 1882-1886. Het in 1892 geopende kanaal maakte van Vreeswijk een belangrijke scheepvaartplaats. De haven van Vreeswijk wordt nog gebruikt en op veel nautische kaarten staat 'Vreeswijk' in plaats van 'Nieuwegein' aangegeven, alhoewel door de aanleg van het Amsterdam-Rijnkanaal vanaf 1931 het merendeel van het economisch scheepvaartverkeer zich over die route begeeft. Tevens gaat veel scheepvaartverkeer anno 2006 door, de aan de noordoostkant van Vreeswijk gelegen Prinses Beatrixsluizen in het Lekkanaal. Vanaf deze sluizen kan men via het "Schuttevaerpad" te voet het oude dorp Vreeswijk bereiken.
Om schipperskinderen een goede opleiding te geven werd er in 1915 het Prins Hendrik Internaat geopend.

### Groei
Na de Tweede Wereldoorlog groeide de bevolking van Vreeswijk sterk en werd de woonwijk Zandveld gebouwd. In 1971 werd besloten de gemeenten Vreeswijk en Jutphaas samen te voegen tot een nieuwe groeikern, Nieuwegein.
Vreeswijk is sindsdien binnen Nieuwegein een van de twee oude kernen (samen met Jutphaas). In Vreeswijk is een klein winkelcentrum en er is een aantal restaurants. Een deel van Vreeswijk is een beschermd dorpsgezicht met uitbreiding.

## Nieuw-Vreeswijk
Nieuw-Vreeswijk is een uitbreiding van Vreeswijk, gebouwd tussen 2005 en 2007. Het bestaat uit 425 woningen, waarvan 30% sociale woningbouw. Nieuw-Vreeswijk ligt tegen het noorden aan van het oude dorp Vreeswijk. Aan de oostkant grenst het aan het Merwedekanaal en de Vaartsche Rijn. Bedrijventerrein De Wiers grenst aan de noordkant van de wijk. Voor de bouw van de nieuwe woonwijk is onder andere het bedrijf 'Eurogrit' verplaatst.
Nieuw-Vreeswijk heeft specifieke kenmerken, zo is er een deel van de buurt nagebouwd als een oud schippersdorp. Dit is een verwijzing naar de geschiedenis van Vreeswijk. Omdat de buurt een nieuwbouwuitbreiding van Vreeswijk is, is er gekozen voor de naam Nieuw-Vreeswijk. In een passantenhaven kunnen recreanten in het zomerseizoen hun schip afmeren om Vreeswijk en Nieuw Vreeswijk te bezoeken.
Iets ten oosten van de buurt, aan de overkant van de Vaartsche Rijn, ligt 'De Punt'; een deel van het oude Vreeswijk, waar tevens het oude schippersinternaat 'Prins Hendrik Internaat' staat. De noordpunt van 'De Punt', waar de Vaartsche Rijn en het Merwedekanaal bij elkaar komen, is ook een onderdeel van het nieuwbouwproject.
Onderdeel van het project is de "museumwerf". Dit is een museum waar oude schepen, boten en andere scheepswaren te bezichtigen zijn. Nieuw-Vreeswijk en de museumwerf werden in oktober 2005 geopend door minister Dekker van VROM.

## Geboren in Vreeswijk
- Huub van Heiningen (1924-2018), publicist
- Nico Schouten (1945), SP-politicus
- Geertje Mak (1961), historica